# Železniční trať Sunčchon – Manpcho
Železniční trať Sunčchon – Manpcho (korejsky 만포선 – Manpchosŏn, tj. Manpchská trať) je železniční trať v Severní Koreji. Jedná se o jednokolejnou elektrifikovanou trať o délce bezmála 300 kilometrů.
Vede ze Sunčchonu v provincii Jižní Pchjongan, kde se odpojuje od železniční tratě Pchjongjang – Rason, na sever do Manpcho ležícího u čínsko-severokorejského hranice v provincii Čagang. V Manpcho na ni navazuje jednak krátká přeshraniční trať přes řeku Jalu do Ťi-anu (v prefektuře Tchung-chua v provincii Ťi-lin Čínské lidové republiky), jednak železniční trať Manpcho – Hjesan vedoucí na východ do Hjesanu v provincii Rjanggang.
Dlouhé úseky trati jsou vedeny podél řek Čchŏngčchŏn a Čangdža.